# 楽安公主 (明)
楽安公主（らくあんこうしゅ、1612年 - 1643年）は、明の泰昌帝の八女。姓諱は朱 徽媞（しゅ きてい）。母は李康妃。
万暦38年（1610年）に、皇太子朱常洛（のちの泰昌帝）と選侍（皇子の側室）李氏（西李）の娘として生まれた。万暦48年または泰昌元年（1620年）、泰昌帝は即位の翌月に崩じ、子供たちを王や公主に封じることもできなかった。異母兄の天啓帝が代わって即位すると、朱徽媞は母と共に別宮へ追放されたが、後に呼び戻され、また長公主に封じられた。崇禎元年（1628年）、鞏永固に降嫁した。崇禎16年（1643年）、薨去した。戦乱のため葬儀は延期された。
翌崇禎17年（1644年）3月、北京が李自成軍によって陥落すると、夫の鞏永固は幼い子供たちを公主の柩に縛り、「お前たちは皇帝の甥姪だ、叛徒に殺されてはいけない」と言って子供たちを焼き殺し、自身も自害した。

## 子女
- 鞏氏 - 1644年に南京へ避難し、李国禎の息子と結婚した。
- 他4人（いずれも焼き殺された）